# Typhlotricholigioides aquaticus
Typhlotricholigioides aquaticus är en kräftdjursart som beskrevs av Rioja 1953A. Typhlotricholigioides aquaticus ingår i släktet Typhlotricholigioides och familjen Trichoniscidae. Inga underarter finns listade i Catalogue of Life.